# Casandria
Casandria là một chi bướm đêm thuộc họ Noctuidae.